# 이레네 베키
이레네 베키(이탈리아어: Irene Vecchi, 1989년 6월 10일~)는 이탈리아의  펜싱 선수로 주 종목은 사브르이다. 2011년 유럽 선수권 대회에서 우승하였다. 그녀는 2012년 하계 올림픽에서 여자 사브르 개인전에 참가하였으나, 8강전에서 우크라이나의 올하 하를란에게 9-15로 패하며 탈락하였다.